# Colégio Boni Consilii

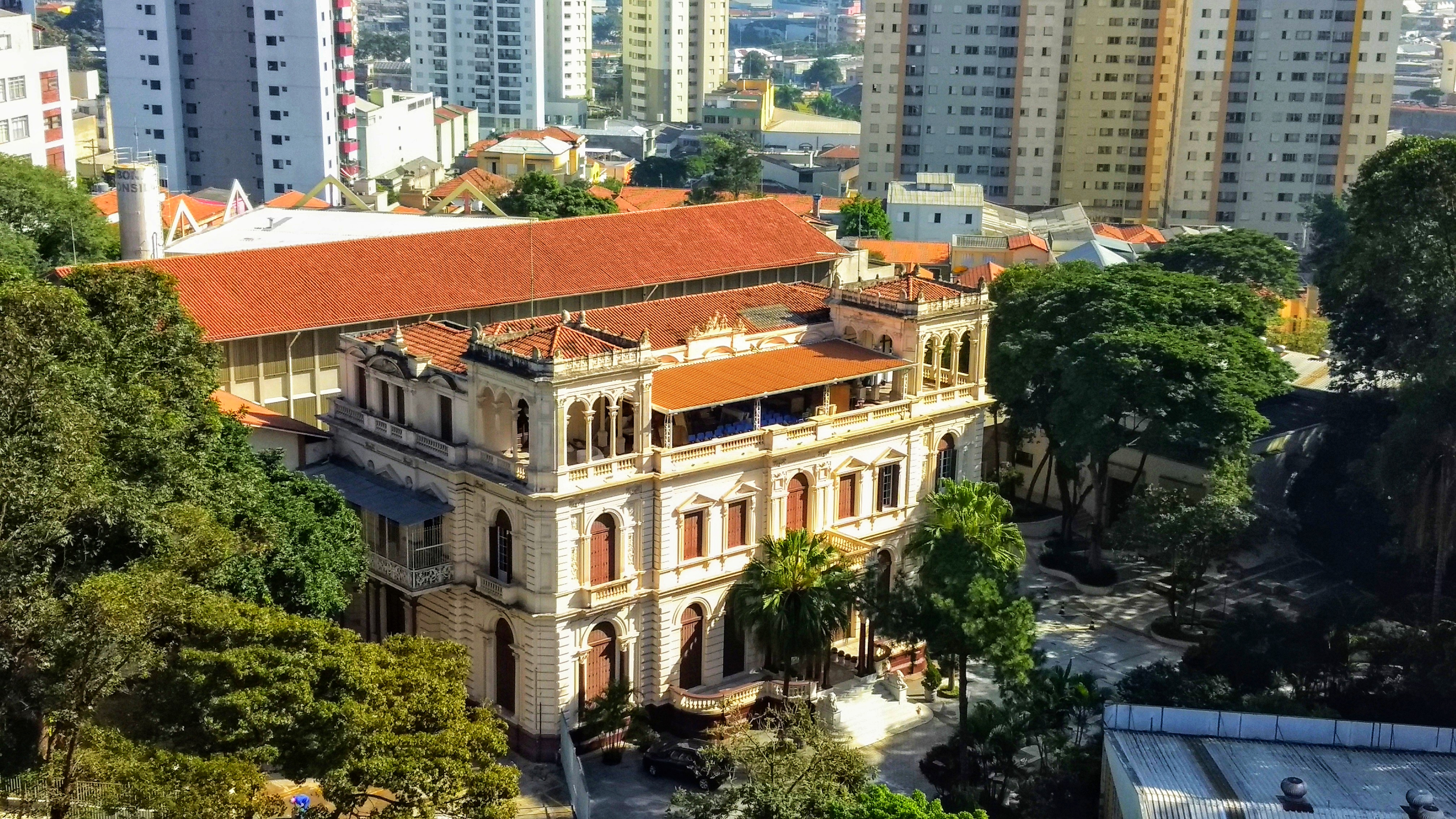
Foto do Colégio Boni Consilii, antigo Palacete da Chácara do Carvalho, projeto do arquiteto italiano Luigi Pucci encomendado pelo Conselheiro Antonio da Silva Prado (1840-1929), filho de D. Veridiana da Silva Prado.

O Colégio Boni Consilii é uma instituição de ensino brasileira de orientação devocional católica.
A chegada das primeiras irmãs do Instituto das Missionárias do Sagrado Coração de Jesus, em 3 de março de 1903, é o marco histórico da fundação e da presença cabriniana no Brasil.
As primeiras irmãs, enviadas por Madre Cabrini, desembarcaram em Santos, vindas de Buenos Aires. Encaminharam-se, então, para São Paulo e hospedaram-se no Mosteiro da Luz, onde ficaram até 1º de abril de 1903, data da transferência para a primeira casa, situada na avenida São João, 148.
Em 26 de abril, padre Rossi, superior dos Jesuítas, doou o quadro de Nossa Senhora do Bom Conselho – Mater Boni Consilii – protetora do Colégio.
Em 18 de março de 1904, o Colégio foi transferido para a rua da Consolação, 31. Com a desapropriação do terreno da rua da Consolação, Madre Antonieta, sucessora de Madre Cabrini, adquiriu a propriedade da Chácara do Carvalho, na alameda Barão de Limeira, 1379, para onde o Colégio foi transferido e solenemente inaugurado em 30 de maio de 1937. 
Em 1968, abriu-se o curso normal e o Colégio passou a se chamar Instituto de Educação Boni Consilii, nome oficial do Colégio Boni Consilii.